# دبلوماسية دفاعية

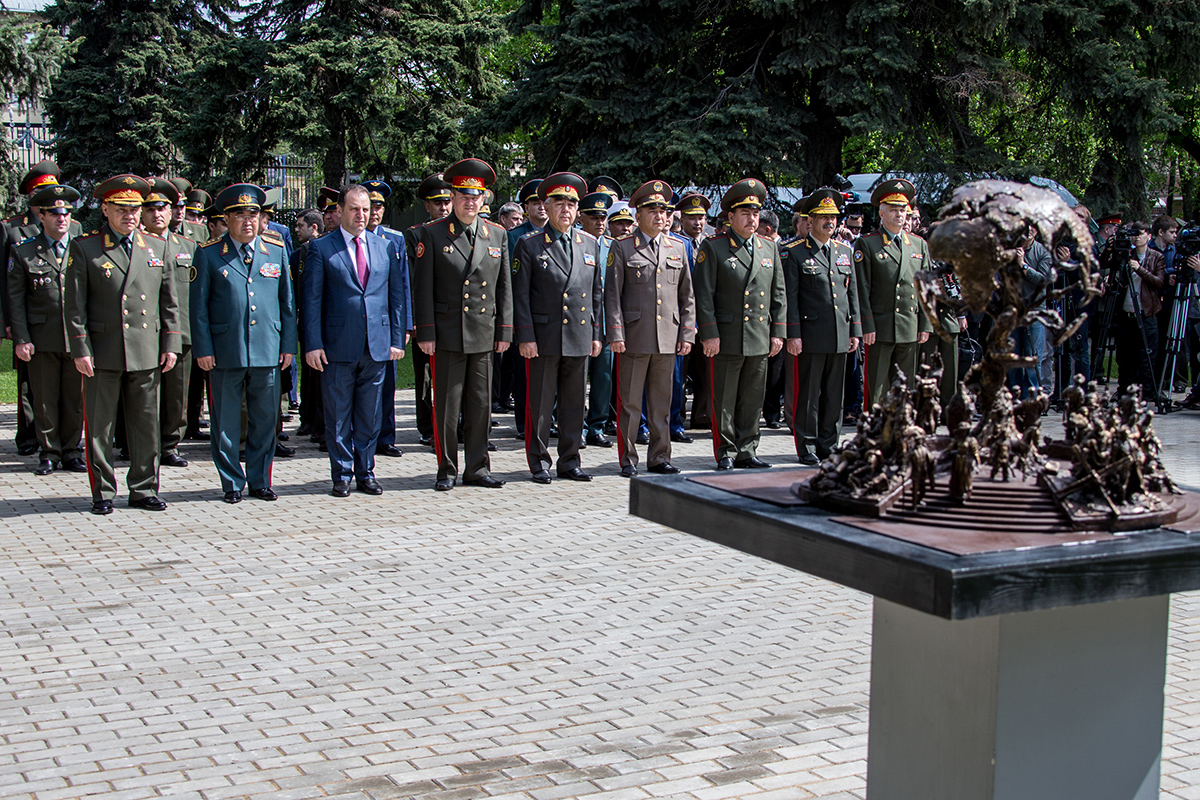

في العلاقات الدولية تشير الدبلوماسية الدفاعية للسعي لتحقيق أهداف السياسة الخارجية من خلال التوظيف السلمي للموارد والقدرات الدفاعية.

## أصل المفهوم
تمتد أصول الدبلوماسية الدفاعية كمفهوم منظم للنشاط الدولي المتعلق بالدفاع في إعادة تقييم مؤسسات الدفاع الغربية بعد الحرب الباردة بقيادة وزارة دفاع المملكة المتحدة وكانت مبدأ “يستخدم لمساعدة الغرب للتوائم مع البيئة الأمنية الدولية الجديدة.” وبينما ظهر هذا المصطلح في الغرب، فلا يعني سلوك الدبلوماسية الدفاعية اقتصارها على الدول الغربية.

## تطور الدبلوماسية الدفاعية
بينما لا يوجد حتى الآن تعريف مقبول واسع النطاق للدبلوماسية الدفاعية، فيمكن فهمها على أنها التطبيق السلمي للموارد من مختلف أطياف الدفاع لتحقيق نتائج إيجابية في تطوير العلاقات الثنائية والمتعددة الأطراف لبلد ما. وتعرف «الدبلوماسية العسكرية» بأنها مجموعة فرعية منها وتميل للإشارة لدور الملحقين العسكريين والنشاط المتعلق بهم فقط. لا تشتمل الدبلوماسية الدفاعية على العمليات العسكرية، لكنها تستوعب الأنشطة الدفاعية الأخرى مثل تبادل الأفراد على المستوى الدولي وزيارات السفن والطائرات والنمثيل عالي المستوى (مثل الوزراء وكبار مسؤولي الدفاع) والاجتماعات الثنائية ومحادثات طاقم العمل والتدريبات والتمرين ومنتديات الدفاع الإقليمية (مثل Shangri-la Dialogue, منتدى هاليفاكس) وتدابير تأسيس التوعية والثقة والأمن وأنشطة عدم الانتشار.
عرفت المملكة المتحدة الدبلوماسية الدفاعية باعتبارها واحدة من ثماني مهام دفاع عسكرية تهدف إلى “تبديد العداء وبناء الثقة والحفاظ عليها والمساعدة في تطوير قوات مسلحة مسؤولة ديمقراطيًا” ومن أجل “المساهمة في منع النزاعات وحلها"n.” وغالبًا ما توضع الدبلوماسية الدفاعية وتنفذ بالتعاون بين وزارتي الخارجية والتنمية لضمان التماسك والتركيز في جميع قطاعات الحكومة.
ولخص اللواء نج تشي خيرن، قائد القوات الجوية لجمهورية سنغافورة، تعريفها كما يلي: «نسعى في دبلوماسية الدفاع لتطوير علاقات منفعة متبادلة مع الدول الصديقة والقوات والمسلحة للمساهمة في بيئة دولية وإقليمية مستقرة»&.”
وغالبًا ما ترتبط الدبلوماسية الدفاعية بمنع نشوب الصراعات  وإصلاح القطاع الأمني. وتختلف عن مفهوم دبلوماسية البوارج، المعروف أنها تتم بدافع الرغبة في ترهيب الخصوم المحتملين.

## وصلات خارجية
- http://www.forces.gc.ca/admpol/defence_diplomacy-eng.html
- http://dro.dur.ac.uk/1967/
- http://www.apo.org.au/research/dropping-autopilot-improving-australias-defence-diplomacy نسخة محفوظة 22 يوليو 2012 على موقع واي باك مشين.
- http://www.atimes.com/atimes/China/EK11Ad02.html نسخة محفوظة 19 نوفمبر 2003 على موقع واي باك مشين.